# Nasser Kamel
Nasser Kamel (Cairo, luglio 1959) è un politico e diplomatico egiziano e segretario generale dell'Unione per il Mediterraneo.

## Biografia
Diplomatico di carriera per il governo egiziano, Nasser Kamel ha ricoperto la carica di Ambasciatore d'Egitto nel Regno Unito dal 2014 al 2018. È stato anche Ambasciatore in Francia dal 2006 al 2012, durante il quale ha preso parte alla stesura del Joint Dichiarazione del Vertice di Parigi del 2008 che ha segnato il varo dell'Unione per il Mediterraneo. Inoltre, tra il 2012 e il 2014, è stato viceministro per gli affari arabi e mediorientali. 
Dal 2004 al 2006 è stato Direttore del Servizio di Informazione Pubblica dell'Egitto. Prima di questa posizione ha prestato servizio in varie ambasciate, tra cui Washington (1984-1988), Lisbona (1990-1994), Tunisi (1994-1998), Bruxelles (1999-2001) e Parigi (2001-2004).
Kamel ha studiato Scienze Politiche presso l'Università di Bruxelles ed Economia e Scienze Politiche dell'Università del Cairo, laureandosi nel 1981.
Detiene il titolo di Grand Officier de l'Ordre national du mérite della Repubblica di Francia e ha anche ricevuto decorazioni dal Regno del Belgio e dalla Repubblica del Portogallo.
Parla correttamente arabo, inglese e francese. È sposato e ha due figli.